# Avricourt, Oise

Avricourt este o comună în departamentul Oise, Franța. În 1 ianuarie 2022 avea o populație de 237 de locuitori.